# Oziórnaia
Oziórnaia (en rus: Озёрная) és un poble de l'óblast de Kurgan, a Rússia, que en el cens del 2010 tenia 139 habitants. Pertany al districte de Safakúlevo.